# NGC 2692
NGC 2692 (również PGC 25142 lub UGC 4675) – galaktyka spiralna z poprzeczką (SBab), znajdująca się w gwiazdozbiorze Wielkiej Niedźwiedzicy. Odkrył ją William Herschel 17 marca 1790 roku.